# Мідделслейс
Мідделслейс (нід. Middelsluis) — селище в нідерландській провінції Південна Голландія. Входить до муніципалітету Гуксе-Вард. Наразі у селищі нараховується близько 350 будинків.